# Selwin Calverley
John Selwin Calverley, DL (* 4. Juli 1855 in Leeds; † 30. Dezember 1900 ebenda) war ein britischer Segler.

## Erfolge
Selwin Calverley, der für den Royal Victoria Yacht Club segelte, nahm an den Olympischen Spielen 1900 in Paris teil. Bei diesen ging er mit seiner Yacht Brynhild in der Bootsklasse über 20 Tonnen an den Start der Regatta, die aus vier Booten bestand und vor Le Havre in nur einer Wettfahrt über 40 nautische Meilen gesegelt wurde. Die Brynhild kam als erstes Boot ins Ziel, nach Anpassung der Zeiten, die aufgrund der unterschiedlichen Gewichte der teilnehmenden Boote vorgenommen wurde, wurde er allerdings im Gesamtklassement auf den zweiten Platz zurückgesetzt.
Nachdem er die Harrow School besucht und am Trinity College in Cambridge studiert hatte, wurde er 1882 in die Anwaltskammer Inner Temple berufen. Er war Captain des 4. Bataillons des Essex Regiment der British Army sowie später Friedensrichter und auch Deputy Lieutenant von West Riding of Yorkshire. Calverley war mit Sybil Disraeli verheiratet, der Nichte des britischen Ministerpräsidenten Benjamin Disraeli. Nur vier Monate nach der olympischen Regatta starb Calverley in seiner Geburtsstadt Leeds.